# Bias (psykologi)
 For alternative betydninger, se Bias. (Se også artikler, som begynder med Bias)
Bias henviser til menneskers fordomme og stereotype opfattelser om andre. Disse fordomme og stereotype opfattelser er ofte knyttet til kategorier som køn, alder, etnicitet, seksuel orientering m.v. Bias kommer fra og udtales som på engelsk. Det tilsvarende adjektiv er biased.
Det er generelt accepteret af socialpsykologer, at mennesker har biaser, og der kan derfor være tale om at mennesker har en række almindelige bias.
Psykologisk forskning peger på, at mennesker påvirkes af ubevidst bias. De ubevidste fordomme ser ud til at have en reel indflydelse på vores forståelse, handlinger og beslutninger – både i positiv og negativ retning. Psykologer inden for feltet "ubevidst socialkognition" har studeret en række emner, bl.a. forbrugervarer, selvværd, mad, alkohol og politiske værdier, men det måske mest kendte område inden for feltet omhandler ubevidste biaser mod socialt stigmatiserede grupper, som fx kvinder og medlemmer af LGBTQ.

## Eksempler
- Fundamental attributionsfejl: Det er almindeligt at være mere tilbøjelig til at søge årsagerne til adfærd i personligheden frem for i ydre omstændigheder, når det drejer sig om andre, end når det drejer sig om en selv.
- Bekræftelsesbias: Vi har en tendens til at opdage ting, der understøtter de hypoteser eller holdninger vi i forvejen har.
- Tilgængelighedsheuristik: Når vi bedømmer et fænomens frekvens, konkluderer vi ofte at den er hyppig, hvis vi hurtigt kan komme i tanker om mange enkelte tilfælde.

## Liste
En liste af bias oversat til dansk fra artiklen, "A Task-based Taxonomy of Cognitive Biases for Information Visualization". Det er meget forsimplede beskrivelser, og de beskriver ikke hvorfor disse bias forekommer, eller hvad de eksisterer for. Listen er dannet ud fra Wikipedias engelske bias-liste, men de har kun tilføjet de bias, som de har fundet videnskabelige artikler for, hvilket gør listen kortere.
| #   | Task                 | Flavor           | Cognitive bias                   | Kort beskrivelse                                                                                |
| --- | -------------------- | ---------------- | -------------------------------- | ----------------------------------------------------------------------------------------------- |
| 1   | Estimation           | Association      | Availability bias                | Begivenheder mere sandsynlige, hvis de er lette at huske                                        |
| 2   | Estimation           | Association      | Conjunction fallacy              | Specifikke resultater er mere sandsynlige end generelt                                          |
| 3   | Estimation           | Association      | Empathy gap                      | Estimater påvirket af ikke at anerkende rollen den aktuelle følelsesmæssige tilstand spiller    |
| 4   | Estimation           | Association      | Time-saving bias                 | Overvurder den tid, der spares, når du øger hastigheden                                         |
| 5   | Estimation           | Baseline         | Anchoring effect                 | Skøn påvirket af det første stykke information                                                  |
| 6   | Estimation           | Baseline         | Base rate fallacy                | Ignorer basisrate-sandsynligheden for den generelle befolkning                                  |
| 7   | Estimation           | Baseline         | Dunning-Kruger effect            | Folk med lav evne overvurderer deres præstation (modsat til høj evne)                           |
| 8   | Estimation           | Baseline         | Gambler’s fallacy                | Nuværende ekstra hyppige resultat, vil være mindre hyppigt i fremtiden                          |
| 9   | Estimation           | Baseline         | Hard-easy effect                 | Overoptimisme for svære opgaver, underoptimisme for lette                                       |
| 10  | Estimation           | Baseline         | Hot-hand fallacy                 | Nuværende resultat, der er hyppigere, vil være hyppigere i fremtiden                            |
| 11  | Estimation           | Baseline         | Insensitivity to sample size     | Anslå sandsynlighed mens man ignorerer prøvestørrelsen                                          |
| 12  | Estimation           | Baseline         | Regressive bias                  | Overvurdere høje sandsynligheder, undervurdere lave                                             |
| 13  | Estimation           | Baseline         | Subadditivity effect             | Samlet sandsynlighed mindre end sandsynligheden for delene                                      |
| 14  | Estimation           | Baseline         | Weber-Fechner law                | Kan ikke se små forskelle i store mængder                                                       |
| 15  | Estimation           | Inertia          | Conservatism                     | Ny information opdaterer ikke sandsynlighedsestimater nok                                       |
| 16  | Estimation           | Outcome          | Exaggerated expectation          | Overdrive beviser for at støtte konklusionen                                                    |
| 17  | Estimation           | Outcome          | Illusion of validity             | Overkonfidens i dommen baseret på intuition og anekdoter                                        |
| 18  | Estimation           | Outcome          | Impact bias                      | Forudsig fremtidige følelsesmæssige reaktioner som mere intense                                 |
| 19  | Estimation           | Outcome          | Outcome bias                     | Evaluer beslutningstager kun pga. resultatet                                                    |
| 20  | Estimation           | Outcome          | Planning fallacy                 | Overoptimistisk tro på at gennemføre en opgave, især for mig selv                               |
| 21  | Estimation           | Outcome          | Restraint bias                   | Overvurder evnen til at modstå fristelse                                                        |
| 22  | Estimation           | Outcome          | Sexual overperception bias       | Overvurder eller undervurder romantisk interesse fra andre                                      |
| 23  | Estimation           | Self-perspective | Curse of knowledge               | Eksperter antager, at nybegyndere har samme viden                                               |
| 24  | Estimation           | Self-perspective | Extrinsic incentives bias        | Andre har ekstrinsiske motiveringer (f.eks. penge), egen er intrinsisk (f.eks. læring)          |
| 25  | Estimation           | Self-perspective | False consensus effect           | Overvurder andres enighed med egne meninger                                                     |
| 26  | Estimation           | Self-perspective | Illusion of control              | Overvurdering af ens indflydelse på en ekstern begivenhed                                       |
| 27  | Estimation           | Self-perspective | Illusion of transparency         | Overvurder andres indsigt i ens mentale tilstand, og vice versa                                 |
| 28  | Estimation           | Self-perspective | Naive cynicism                   | Forudsige at andre vil være mere egocentriske                                                   |
| 29  | Estimation           | Self-perspective | Optimism bias                    | Positive resultater er mere sandsynlige for sig selv end andre                                  |
| 30  | Estimation           | Self-perspective | Out-group homogeneity bias       | Tro at outgroup vil være mere homogen end ingroup                                               |
| 31  | Estimation           | Self-perspective | Pessimism bias                   | Positive resultater er mindre sandsynlige for en selv end andre                                 |
| 32  | Estimation           | Self-perspective | Spotlight effect                 | Overvurder sandsynligheden for, at folk bemærker ens udseende/opførsel                          |
| 33  | Estimation           | Self-perspective | Worse-than-average effect        | Undervurder egne præstationer i forhold til andre i vanskelige opgaver                          |
| 34  | Decision             | Association      | Ambiguity effect                 | Valg der er påvirket af deres tilknytning til ukendte resultater                                |
| 35  | Decision             | Association      | Authority bias                   | Valg, der er berørt af deres tilknytning til autoritet                                          |
| 36  | Decision             | Association      | Automation bias                  | Valg, der er berørt af deres tilknytning til et automatiseret system                            |
| 37  | Decision             | Association      | Framing effect                   | Valg, der påvirkes af, om alternativer præsenteres som gevinster eller tab                      |
| 38  | Decision             | Association      | Hyperbolic discounting           | Valg der påvirkes af små kortsigtede belønninger                                                |
| 39  | Decision             | Association      | Identiﬁable victim effect        | Donationsvalg påvirket af, om ofrene er identificerbare individer                               |
| 40  | Decision             | Association      | Loss aversion                    | Valg, der påvirkes af, om alternativer er gevinster eller tab                                   |
| 41  | Decision             | Association      | Neglect of probability           | Valg, der er påvirket af ignorering af sandsynlighed                                            |
| 42  | Decision             | Association      | Pseudocertainty effect           | Valg der påvirkes af, om nogle alternativer er fremstillet som visse                            |
| 43  | Decision             | Association      | Zero-risk bias                   | Valg, der påvirkes af alternativer med fuldstændig elimineret af risiko                         |
| 44  | Decision             | Baseline         | Attraction effect                | Valg der er påvirket af irrelevante dominerede alternativer                                     |
| 45  | Decision             | Baseline         | Ballot names bias                | Afstemningsvalg påvirket af rækkefølgen af kandidatnavne                                        |
| 46  | Decision             | Baseline         | Cheerleader effect               | Valg, der påvirkes af, om folk er i en gruppe                                                   |
| 47  | Decision             | Baseline         | Compromise effect                | Valg påvirkes, af om de præsenteres som ekstreme eller gennemsnitlige alternativer              |
| 48  | Decision             | Baseline         | Denomination effect              | Valg, der påvirkes af, om det samlede beløb er i mindre mønter/sedler                           |
| 49  | Decision             | Baseline         | Disposition effect               | Salgsvalg påvirket af startværdien og ikke den aktuelle værdi                                   |
| 50  | Decision             | Baseline         | Distinction bias                 | Valg der er påvirket af hvor mange alternativerne der eksisterer                                |
| 51  | Decision             | Baseline         | Less is better effect            | Valg, der berøres, hvis de præsenteres separat eller sammenstilles                              |
| 52  | Decision             | Baseline         | Money illusion                   | Valg, der påvirkes af nominelle monetære værdier                                                |
| 53  | Decision             | Baseline         | Phantom effect                   | Valg der påvirkes af dominerende, men ikke tilgængelige alternativer                            |
| 54  | Decision             | Inertia          | Endowment effect                 | Valg der påvirkes af ejerskab af alternativer                                                   |
| 55  | Decision             | Inertia          | Escalation of commitment         | Valg, der er påvirket af fortsat engagement i suboptimalt resultat                              |
| 56  | Decision             | Inertia          | Functional ﬁxedness              | Objektbrug påvirket af den traditionelle måde at bruge det på                                   |
| 57  | Decision             | Inertia          | Mere-exposure effect             | Valg, der er påvirkes af genkendelighed (gentagen eksponering)                                  |
| 58  | Decision             | Inertia          | Semmelweis reﬂex                 | Medicinsk praksis påvirket af tidligere etablerede normer                                       |
| 59  | Decision             | Inertia          | Shared information bias          | Gruppevalg påvirket af kun at dele kendte oplysninger                                           |
| 60  | Decision             | Inertia          | Status quo bias                  | Valg der påvirkes af trangen til at undgå en ændring, selv når forventet værdi er højere        |
| 61  | Decision             | Inertia          | Well traveled road effect        | Valg af rejserute påvirket af kendskab til veje                                                 |
| 62  | Decision             | Outcome          | Reactance                        | Valg, der er berørt af trangen til at gøre det modsatte af, hvad nogen vil have dig til at gøre |
| 63  | Decision             | Self-perspective | IKEA effect                      | Valg der er påvirket af, om alternativer involverer egenindsats                                 |
| 64  | Decision             | Self-perspective | Not invented here                | Valg, der er påvirket af alternativer med oprindelse uden for en organisation                   |
| 65  | Decision             | Self-perspective | Reactive devaluation             | Valg der påvirkes af, om alternativer angiveligt stammer fra en antagonist                      |
| 66  | Decision             | Self-perspective | Social comparison bias           | Ansættelsesvalg påvirket af egne kompetencer                                                    |
| 67  | Hypothesis Assesment | Association      | Illusory truth effect            | Udtalelse betragtes som sandt efter gentagen eksponering for den                                |
| 68  | Hypothesis Assesment | Association      | Rhyme as reason effect           | Udsagn er mere sandsynligt, hvis det rimer                                                      |
| 69  | Hypothesis Assesment | Outcome          | Barnum effect                    | Bedømmelser med høj nøjagtighed for vage og generelle udsagn                                    |
| 70  | Hypothesis Assesment | Outcome          | Belief bias                      | Hypotese sand, hvis konklusionen er troværdig                                                   |
| 71  | Hypothesis Assesment | Outcome          | Clustering illusion              | Se mønstre i støj, f.eks. klynger i en bunke prikker                                            |
| 72  | Hypothesis Assesment | Outcome          | Conﬁrmation bias                 | Foretrække resonnementer eller oplysninger, der bekræfter foretrukken hypotese                  |
| 73  | Hypothesis Assesment | Outcome          | Congruence bias                  | Søger kun bekræftelse af den foretrukne hypotese, men ikke efter alternativer                   |
| 74  | Hypothesis Assesment | Outcome          | Experimenter effect              | Underbevidst indflydelse af undersøgelsesdeltagere for at bekræfte en hypotese                  |
| 75  | Hypothesis Assesment | Outcome          | Illusory correlation             | Oplevet ikke-eksisterende forhold mellem variabler                                              |
| 76  | Hypothesis Assesment | Outcome          | Information bias                 | Søg yderligere oplysninger, der ikke er relevante for en hypotese eller handling                |
| 77  | Hypothesis Assesment | Outcome          | Pareidolia                       | Se ansigter i støj, f.eks. i ens toastbrød                                                      |
| 78  | Causal Attribution   | Outcome          | Group attribution error          | Gruppetræk ekstrapoleret til et individuelt medlem                                              |
| 79  | Causal Attribution   | Outcome          | Hostile attribution bias         | Tvetydige intentioner læses som fjendtlige                                                      |
| 80  | Causal Attribution   | Outcome          | Illusion of external agency      | Positive resultater tilskrives mystiske eksterne agenter                                        |
| 81  | Causal Attribution   | Outcome          | Just-world hypothesis            | Tro på karma                                                                                    |
| 82  | Causal Attribution   | Outcome          | System justiﬁcation              | Bias for selv et urimeligt system (f.eks. slaveri)                                              |
| 83  | Causal Attribution   | Self-perspective | Actor-observer asymmetry         | Andres fiaskoer tilskrives adfærd eller personlighed, egne fiaskoer tilskrives situation        |
| 84  | Causal Attribution   | Self-perspective | Defensive attribution hypothesis | Mangler eller uheld fra andre bedømmes efter egen lighed med personen                           |
| 85  | Causal Attribution   | Self-perspective | Egocentric bias                  | Eget bidrag overvurderet                                                                        |
| 86  | Causal Attribution   | Self-perspective | Fundamental attribution error    | Andres fiaskoer skyldes adfærd og personlighed, egne fiaskoer skabes af situationen             |
| 87  | Causal Attribution   | Self-perspective | In-group favoritism              | Succes og positive træk for ingroup i stedet for outgroup                                       |
| 88  | Causal Attribution   | Self-perspective | Self-serving bias                | Egen gode præstation tilskrives adfærd eller personlighed, fiaskoer tilskrives situationen      |
| 89  | Causal Attribution   | Self-perspective | Ultimate attribution error       | Outgroup fiaskoer tilskrives adfærd eller personlighed, ingroup fiaskoer tilskrives situation   |
| 90  | Recall               | Association      | Childhood amnesia                | Sværere at huske begivenheder inden en bestemt alder                                            |
| 91  | Recall               | Association      | Cryptomnesia                     | Hukommelse forvekslet med fantasi, inspiration (f.eks. utilsigtet plagiering)                   |
| 92  | Recall               | Association      | Cue-dependent forgetting         | Svært at huske oplysninger uden påmindelser                                                     |
| 93  | Recall               | Association      | Digital amnesia                  | Mindre sandsynlighed for at huske let søgbare oplysninger                                       |
| 94  | Recall               | Association      | Duration neglect                 | Huske ubehagelig oplevelse efter intensitet, mens man ignorerer varigheden                      |
| 95  | Recall               | Association      | Fading affect bias               | Følelser omkring ubehagelige begivenheder falmer, men behagelige gør det ikke                   |
| 96  | Recall               | Association      | False memory                     | Fantasi forveksles med en hukommelse                                                            |
| 97  | Recall               | Association      | Humor effect                     | Nemmere at huske humoristiske ting                                                              |
| 98  | Recall               | Association      | Leveling and sharpening          | Minder skærper nogle ting, svækker andre                                                        |
| 99  | Recall               | Association      | Levels-of-processing effect      | Nemmere at huske resultatet af dyb analyse                                                      |
| 100 | Recall               | Association      | Misinformation effect            | Minder påvirket af ny information                                                               |
| 101 | Recall               | Association      | Modality effect                  | Nemmere at huske genstande, der er præsenteret auditorisk end visuelt                           |
| 102 | Recall               | Association      | Mood-congruent memory            | Minder huskes og genskabes af humør                                                             |
| 103 | Recall               | Association      | Next-in-line effect              | Undladelse af at huske ord fra den foregående taler                                             |
| 104 | Recall               | Association      | Part-list cueing effect          | Sværere at huske materiale efter geneksponering for undergruppe                                 |
| 105 | Recall               | Association      | Picture superiority effect       | Nemmere at huske billeder (symbolske repræsentationer) end ord                                  |
| 106 | Recall               | Association      | Positivity effect                | Nemmere at huske positive begivenheder end negative                                             |
| 107 | Recall               | Association      | Processing difﬁculty effect      | Nemmere at huske oplysninger, som var vanskelige at forstå                                      |
| 108 | Recall               | Association      | Reminiscence bump                | Nemmere at huske begivenheder fra ungdomsårene og tidligt voksenliv                             |
| 109 | Recall               | Association      | Source confusion                 | Hukommelse forvrænget efter at have hørt folk tale om en situation                              |
| 110 | Recall               | Association      | Spacing effect                   | Nemmere at huske oplysninger fra mindre eksponeringer vs. en enkelt stor en                     |
| 111 | Recall               | Association      | Sufﬁx effect                     | "Recency effect" reduceret med en irrelevant lyd ved slutningen af listen                       |
| 112 | Recall               | Association      | Suggestibility                   | Idéer foreslået af en spørger forveksles med minder                                             |
| 113 | Recall               | Association      | Telescoping effect               | Huske en begivenhed som sket før eller senere                                                   |
| 114 | Recall               | Association      | Testing effect                   | Genkaldelsetest fører til bedre hukommelse end genkendelsetest                                  |
| 115 | Recall               | Association      | Tip of the tongue phenomenon     | Huske del af et element, men ikke helheden                                                      |
| 116 | Recall               | Association      | Verbatim effect                  | Nemmere at huske ideen end ordret formulering                                                   |
| 117 | Recall               | Association      | Zeigarnik effect                 | Nemmere at huske afbrydne opgaver end afsluttede                                                |
| 118 | Recall               | Baseline         | Bizarreness effect               | Nemmere at huske bizarre genstande                                                              |
| 119 | Recall               | Baseline         | List-length effect               | Sværere at huske genstande fra længere lister                                                   |
| 120 | Recall               | Baseline         | Serial-positioning effect        | Bedst tilbagekaldelse af første og sidste genstande i en serie                                  |
| 121 | Recall               | Baseline         | Von Restorff effect              | Unikke ting huskes bedre                                                                        |
| 122 | Recall               | Inertia          | Continued inﬂuence effect        | Huske kun første information, selv efter korrektion                                             |
| 123 | Recall               | Outcome          | Choice-supportive bias           | Huske tidligere valg som bedre end de var                                                       |
| 124 | Recall               | Outcome          | Hindsight bias                   | Husk tidligere forudsigelser som mere nøjagtige efter at have set resultatet                    |
| 125 | Recall               | Outcome          | Rosy retrospection               | Huske fortid alt for positivt                                                                   |
| 126 | Recall               | Self-perspective | Cross-race effect                | Mere vanskeligt at skelne mennesker fra outgroup race                                           |
| 127 | Recall               | Self-perspective | Self-generation effect           | Selvgenereret indhold er lettere at huske, end hvis det blot læses                              |
| 128 | Recall               | Self-perspective | Self-reference effect            | Nemmere at huske selvrelateret information                                                      |
| 129 | Opinion Reporting    | Association      | Halo effect                      | Opfattelse af personlighedsttræk påvirkes af udseende                                           |
| 130 | Opinion Reporting    | Association      | Moral credential effect          | Udsagn om ikke-fordomsfuldhed tillader fordømmende udsagn                                       |
| 131 | Opinion Reporting    | Association      | Negativity bias                  | Sociale domme påvirkes mere af negative end positive oplysninger                                |
| 132 | Opinion Reporting    | Baseline         | Focusing effect                  | Tro baseret på den mest udtalte del af givet information                                        |
| 133 | Opinion Reporting    | Inertia          | Backﬁre effect                   | Tidligere overbevisning stærkere, når korrektion blev forsøgt                                   |
| 134 | Opinion Reporting    | Inertia          | Omission bias                    | Moralsk skyld påvirket af, om skaden skyldtes passivitet                                        |
| 135 | Opinion Reporting    | Outcome          | Bandwagon effect                 | Troen påvirket af andres meninger                                                               |
| 136 | Opinion Reporting    | Outcome          | Moral luck                       | Moralsk skyld er afhængig af begivenhedens udfald, ikke kun mål for handling                    |
| 137 | Opinion Reporting    | Outcome          | Social desirability bias         | Svar på spørgeskemaer på en socialt godkendt måde                                               |
| 138 | Opinion Reporting    | Outcome          | Stereotyping                     | Antagende egenskaber baseret på tilhørsgruppe                                                   |
| 139 | Opinion Reporting    | Outcome          | Women are wonderful effect       | Knyt mere positive egenskaber til kvinder                                                       |
| 140 | Opinion Reporting    | Self-perspective | Anthropocentric thinking         | Mennesker er universets centrum                                                                 |
| 141 | Opinion Reporting    | Self-perspective | Anthropomorphism                 | Mennesker som base for at resonnere om ikke-menneskeligt liv og processer                       |
| 142 | Opinion Reporting    | Self-perspective | Ben Franklin effect              | Mening om andre påvirkes af ens opførsel over for dem                                           |
| 143 | Opinion Reporting    | Self-perspective | Bias blind spot                  | Troen på, at ens bias er mere udbredte i andre end sig selv                                     |
| 144 | Opinion Reporting    | Self-perspective | Illusion of asymmetric insight   | Tro at man ved mere om andre, end andre ved om en                                               |
| 145 | Opinion Reporting    | Self-perspective | Illusory superiority             | Overvurdere ens kvaliteter og evner sammenlignet med andre                                      |
| 146 | Opinion Reporting    | Self-perspective | Naive realism                    | Tro at vi oplever objekter i vores verden objektivt                                             |
| 147 | Opinion Reporting    | Self-perspective | Third-person effect              | Andre mere sårbare over for massemedier end en selv                                             |
| 148 | Opinion Reporting    | Self-perspective | Trait ascription bias            | Egne træk er variable, andres er forudsigelige                                                  |
| 149 | Opinion Reporting    | Self-perspective | Zero-sum bias                    | Tro at hvis man vinder, så taber andre                                                          |
| 150 | Other                | Association      | Attentional bias                 | Folk udtrækker eller behandler oplysninger på en vægtet måde                                    |
| 151 | Other                | Baseline         | Risk compensation                | Risikotolerance baseret på konstant risiko, ikke minimering                                     |
| 152 | Other                | Baseline         | Surrogation                      | Modeller vokser sig større, end hvad de blev konstrueret til at måle                            |
| 153 | Other                | Baseline         | Unit bias                        | Folk spiser mere mad fra større containere                                                      |
| 154 | Other                | Outcome          | Ostrich effect                   | Undgå negativ information                                                                       |